# Archanara punctilinea
Archanara punctilinea är en fjärilsart som beskrevs av Alfred Ernest Wileman 1912. Archanara punctilinea ingår i släktet Archanara och familjen nattflyn. Inga underarter finns listade i Catalogue of Life.